# Kate Allenová
Katherine Jessie Jean "Kate" Allenová (* 25. dubna 1970, Geelong) je rakouská triatlonistka narozená v Austrálii. Na olympijských hrách v Aténách roku 2004 získala zlatou medaili. Zúčastnila se i olympijských her v Pekingu roku 2008 (14. místo). Vybojovala též tři stříbra z mistrovství Evropy (2x2004, 2007). V roce 2004 byla vyhlášena rakouským Sportovcem roku v ženské kategorii. Ve stejném roce obdržela Čestný odznak Za zásluhy o Rakouskou republiku.
Vystudovala obor zdravotní sestra na Ballarat University. Triatlonu se začala věnovat až ve svých 26 letech. Přivedl ji k němu její manžel, rakouský triatlonista Marcel Diechtler. Kvůli němu se také přestěhovala do Rakouska, přijala rakouské občanství (roku 2002) a reprezentovala Rakousko. Nejsilnější bývala při závodech v běžecké části. Kromě klasického triatlonu se věnovala i soutěžím ironman a půlmaratonu.